# Панарет, Михаил
Михаил Панарет (2-я пол. XIV — нач. XV вв.) — уроженец города Трапезунда, протонотарий и севаст трапезундских императоров, автор первой части написанной на греческом языке «Трапезундской хроники» — исторического произведения о Трапезундской империи, охватывающей период с 1204 по 1426 гг..

## Издания «Трапезундской хроники»
- Περὶ τῶν τῆς Τραπεζοῦντος βασιλέων, τῶν Μεγάλων Κομνηνῶν, ὅπως καὶ πότε καὶ πόσον ἕκαστος ἐβασίλευσεν // Dr. I. Phil. Fallmerayer’a «Original-Fragmente, Chroniken, Inschriften und anderes Materiale zur Geschichte des Kaiserthums Trapezunt». Abb. der Hiistorisch — Classe d. bayer. akad. d. Wissensch. (München, 1844).

## Переводы «Трапезундской хроники» на русский язык
- Михаил Панарет. Трапезунтская хроника / пер. А. Хаханова // «Труды по востоковедению», изд. Лазаревским институтом восточных языков. — М., 1905.
- Панарет М. О великих Комнинах (Трапезундская хроника) / Пер. и коммент. С. П. Карпова, Р. М. Шукурова, греч. текст А. М. Крюкова. — СПб.: Алетейя, 2019. — 200 с. — (Новая Византийская библиотека. Источники). — ISBN 978-5-907115-64-4.